# Rodrigo Burgos
Rodrigo Ramón Burgos Oviedo (Itacurubí de la Cordillera, 21 giugno 1989) è un calciatore paraguaiano, centrocampista del Salto del Guairá.

## Caratteristiche tecniche
È un mediano.

## Carriera

### Club
Ha giocato nella prima divisione paraguaiana.

### Nazionale
Nel 2009 con la nazionale Under-20 paraguaiana ha preso parte al campionato sudamericano di categoria ed al campionato mondiale di categoria.
Il 26 marzo 2008 ha debuttato con la nazionale maggiore in occasione dell'amichevole persa 3-0 contro il Sudafrica.

## Statistiche

### Cronologia presenze e reti in nazionale
| Cronologia completa delle presenze e delle reti in nazionale ― Paraguay | Cronologia completa delle presenze e delle reti in nazionale ― Paraguay | Cronologia completa delle presenze e delle reti in nazionale ― Paraguay | Cronologia completa delle presenze e delle reti in nazionale ― Paraguay | Cronologia completa delle presenze e delle reti in nazionale ― Paraguay | Cronologia completa delle presenze e delle reti in nazionale ― Paraguay | Cronologia completa delle presenze e delle reti in nazionale ― Paraguay | Cronologia completa delle presenze e delle reti in nazionale ― Paraguay |
| Data                                                                    | Città                                                                   | In casa                                                                 | Risultato                                                               | Ospiti                                                                  | Competizione                                                            | Reti                                                                    | Note                                                                    |
| ----------------------------------------------------------------------- | ----------------------------------------------------------------------- | ----------------------------------------------------------------------- | ----------------------------------------------------------------------- | ----------------------------------------------------------------------- | ----------------------------------------------------------------------- | ----------------------------------------------------------------------- | ----------------------------------------------------------------------- |
| 26-3-2008                                                               | Pretoria                                                                | Sudafrica                                                               | 3 – 0                                                                   | Paraguay                                                                | Amichevole                                                              | -                                                                       | 74’                                                                     |
| Totale                                                                  |                                                                         | Presenze                                                                | 1                                                                       |                                                                         | Reti                                                                    | 0                                                                       |                                                                         |

## Palmarès

### Club

#### Competizioni nazionali
- Campionato paraguaiano: 2

Cerro Porteño: Apertura 2009, Apertura 2012